# Conus marchionatus
Conus marchionatus é uma espécie de gastrópode do gênero Conus, pertencente à família Conidae.